# استوديو بويوكاي

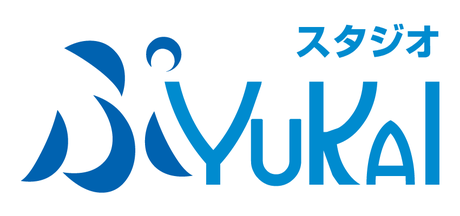
شعار استوديو الرسوم المتحركة الياباني Studio Puyukai

استوديو بويوكاي (باليابانية: スタジオぷYUKAI، بالروماجي: Sutaijo Puyukai) هو استوديو رسوم متحركة ياباني، متتخصص في أسلوب تشيبي أنمي.

## أعمال الاستوديو

### مسلسلات أنمي تلفزيونية
| العنوان           | تاريخ العرض                  | عدد الحلقات  | المراجع |       |
| ----------------- | ---------------------------- | ------------ | ------- | ----- |
| إيسيكاي كوارتيت   | 9 أبريل 2019 - 29 يونيو 2019 | 12           | [ 1 ]   |       |
| إيسيكاي كوارتيت 2 | 15 يناير 2020                | 2 أبريل 2020 | 12      | [ 2 ] |

### أوفا
| العنوان                          | تاريخ العرض                   | عدد الحلقات | المراجع |       |
| -------------------------------- | ----------------------------- | ----------- | ------- | ----- |
| Boku, Otaryman.                  | 29 يناير 2010                 | 2           |         |       |
| Spelunker-sensei                 | 16 مارس 2011                  | 1           |         |       |
| Macross Delta: Delta Shougekijou | 22 يوليو 2016 – 24 يوليو 2017 | 9           |         |       |
| Overlord                         | 30 سبتمبر 2016                | 1           |         | [ 3 ] |

### أونا
| العنوان                                                   | تاريخ العرض                    | عدد الحلقات | المراجع |
| --------------------------------------------------------- | ------------------------------ | ----------- | ------- |
| Agukaru: Agriculture Angel Barak                          | 17 سبتمبر 2010 – 1 أبريل 2014  | 5           |         |
| Petit Gargantia                                           | April 10, 2013 – July 3, 2013  | 13          |         |
| Agukaru: Agriculture Angel Baraki - Play with Ibaraki-hen | 6 يونيو 2014 – 21 مارس 2015    | 20          |         |
| Lord Marksman and Vanadis: Tigre and Vanadish             | 10 أكتوبر 2014 – 6 يناير 2015  | 14          |         |
| Overlord: Ple Ple Pleiades                                | 25 سبتمبر 2015 – 2 أكتوبر 2018 | 34          |         |
| Re:Zero ~Starting Break Time From Zero~                   | April 8, 2016 – June 17, 2016  | 11          | [ 4 ]   |
| Re:Zero Petit                                             | 24 يونيو 2016 – 23 سبتمبر 2016 | 14          | [ 5 ]   |
| Kaiju Girls                                               | 27سبتمبر 2016 – 13ديسمبر 2016  | 12          | [ 6 ]   |
| Youjo Senki                                               | 10 يناير 2017 – 3 أبريل 2017   | 13          |         |
| Mahoujin Guruguru Petit Anime Theater                     | 14 يوليو 2017 – 22 ديسمبر 2017 | 24          |         |
| رحلة الفتاتين الأخيرة                                     | 2 أكتوبر 2017 – 22 ديسمبر 2017 | 12          |         |
| Kaiju Girls Season 2                                      | 9 يناير 2018 – 27 مارس 2018    | 12          | [ 7 ]   |
| Re:Zero ~Starting Break Time From Zero~ 2nd Season        | 10 يوليو 2020 – 24 مارس 2021   | 25          |         |

## وصلات خارجية
- الموقع الرسمي (باليابانية)
- استوديو بويوكاي على موقع ANN company (الإنجليزية)